# Waruberon
Waruberon is een bestuurslaag in het regentschap Sidoarjo van de provincie Oost-Java, Indonesië. Waruberon telt 1601 inwoners (volkstelling 2010).